# Jeremy Bentham
Jeremy Bentham, född 15 februari 1748 i Spitalfields, London, död 6 juni 1832 i London, var en brittisk jurist och filosof. Han är mest känd som utilitarismens och rättspositivismens upphovsman, och som en tidig radikal som har påverkat liberalismen.

## Bakgrund
Bentham började studera latin vid tre års ålder och gick i den ansedda privatskolan Westminster College tills han vid 12 års ålder skrevs in vid Queen's College i Oxford. Han tog där en Bachelor of Arts 1763 och en Master of Arts 1766, genomgick vidare en juridisk utbildning och upptogs i advokatsamfundet 1769. Han anses vara upphovsman till legalitetsprincipen. Bentham blev på äldre dagar ateist, och begärde att hans kropp skulle dissekeras efter sin död, vilket skedde. Skelett ifördes hans kläder och ett vaxhuvud monterades på det, och det förvaras numera på University College London, som Bentham var med och grundade 1825. Han var farbror till George Bentham, som ärvde honom.

## Filosofi och politik

Defence of usury, 1788

Hur Benthams ideologi ska definieras är omtvistat. De flesta är överens om att han var radikal. Friedrich von Hayek menar att Bentham inte är liberal eftersom han är konstruktivist; därmed intar Bentham samma rättssyn och moral som socialisterna enligt Hayek. Den liberalism som Bentham företräder har dock snappats upp i den amerikanska liberala politiken och det brittiska liberala partiet genom att han hade inflytande på John Austin och John Stuart Mill. Även Bertrand Russell är av den uppfattningen att Bentham hade drag av socialism; i Västerlandets visdom skriver Russell att han "förebådar mycket av vad Marx sedan skulle hävda". Benthams lösning på vad han fann vara problemet med den förhärskande och förljugna offermoralen som makten skapar, var utilitarismen; största möjliga lycka åt störst antal individer, av Alf Ahlberg kallad "välfärdsmoralen". Denna lycka kunde mätas i ett slags kalkyl, ansåg Bentham, och gällde enbart individens egna sådana. Lyckobegreppet har kritiserats av bland andra Ahlberg för att vara en egoism och för att inte ta hänsyn till att människan är en samhällsvarelse. I sin individualism är dock Bentham klart liberal.
Till skillnad från samtidens liberaler, som var ekonomer, menade Bentham att ett lands välstånd utgjordes av dess invånares lust. Eftersom människor var så obildade krävdes det, enligt Bentham, att en bildad elit gav dem undervisning i lyckans betydelse för deras och därmed landets välstånd. Bentham avvisade därmed att lag och rätt har en inneboende moral, och var av uppfattningen att lagen endast var ett instrument för att se till att människor skulle fritt kunna sträva efter lycka. Hans lyckobegrepp var hedonistiskt, och han definierade det som lust, motsatsen till fysisk smärta. I och med denna ståndpunkt i juridiken blev Bentham den förste rättspositivisten. Huvudverket för hans rättsfilosofi är An introduction to the principles of morals and legislation från 1789.

### Penologi

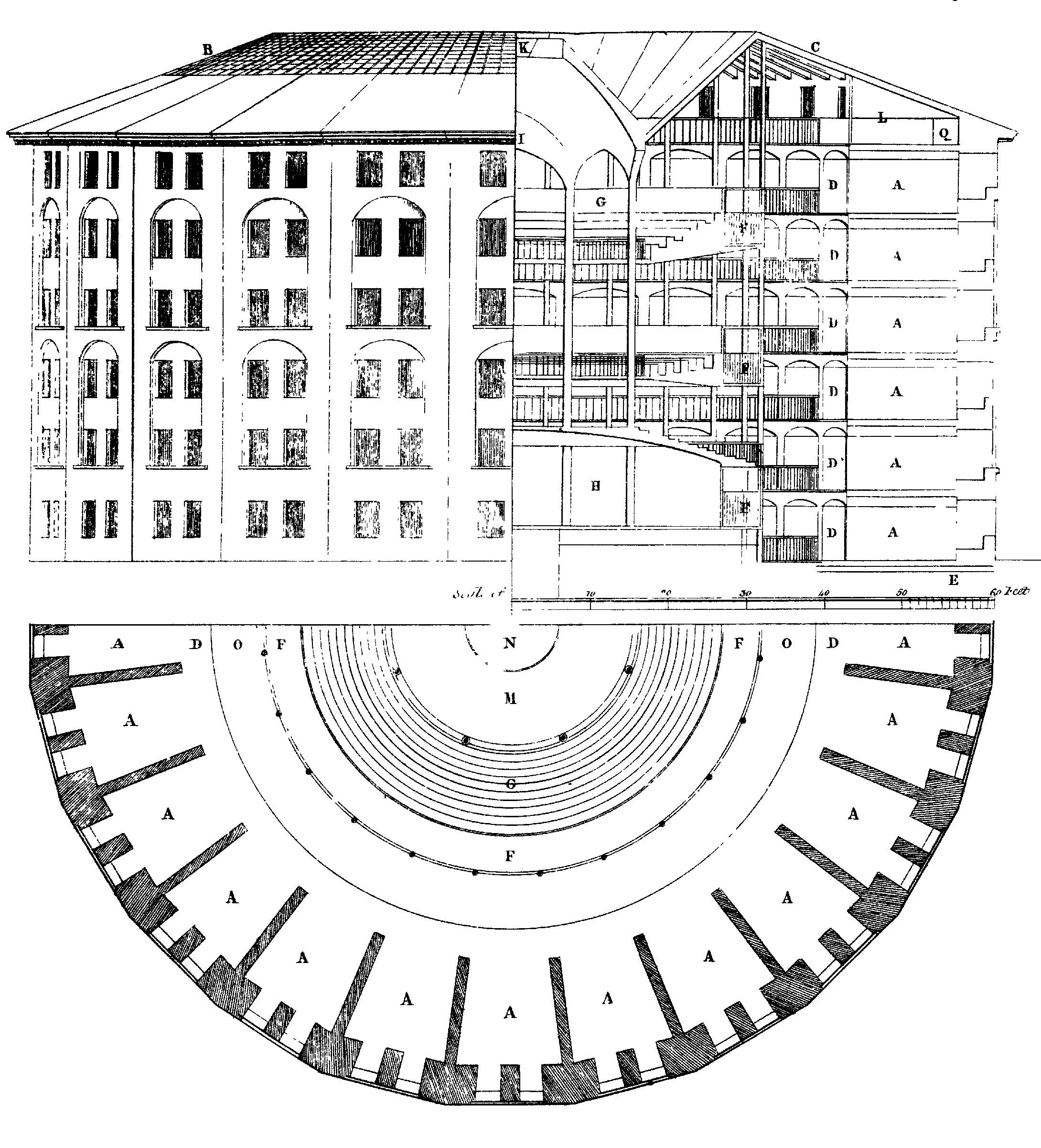
Panoptikon, planskiss av Jeremy Bentham, 1791

Pedagogiken var central för Bentham. Detta framträder dels i hans intresse för fängelser och straff; sitt fängelseideal skrev han om i Panopticon: En ny princip för inrättningar där personer övervakas, och dels kämpade Bentham för att öka undervisningsmöjligheterna i England, som på den tiden bara hade två universitet.

### Straffrättsideologi
På 1700-talet fick Jeremy Bentham tillsammans med Cesare Beccaria stort inflytande på straffrättsteorins område. Den präglades av vad idag kallas den klassiska moralstyrda traditionen och innebar att brottet sågs vara medvetet och värderat och därför självvalt och klandervärt. Rättvisan skulle därför vara blind och behandla alla lika endast med hänsyn till illgärningen och inte till omständigheterna som omgärdade illgärningen. Straffet skulle verka avskräckande för fortsatt kriminalitet hos den enskilda individen men även avskräckande i samhället som helhet.
Benthams och Cesare Beccarias filosofiska bidrag kom att få stor betydelse för utvecklingen av den klassiska straffrättsideologin och senare även den nyklassiska straffrättsideologin.